# Deus Zack
Deus Zack, född 17 juni 2019, är en italiensk varmblodig travhäst som tränas av Sebastien Guarato och körs av Éric Raffin.
Deus Zack började tävla 2021 och inledde med tredjeplats att därefter ta sin första seger i sin andrastart. Han har hittills sprungit 270 248 euro på 22 starter, varav 6 segrar och 3 andraplatser samt 3 tredjeplatser. Karriärens hittills största seger har kommit i Europeiskt treåringschampionat (2022). Han har även vunnit Prix Paul-Viel (2022), Prix Henri Cravoisier (2022) och Prix Guillaume le Conquérant (2023). Samt kommit på tredjeplats i Prix Maurice de Gheest (2022) och Prix Guy Deloison (2022).

## Statistik
| Statistik för Deus Zack (Ref.) | Statistik för Deus Zack (Ref.) | Statistik för Deus Zack (Ref.) | Statistik för Deus Zack (Ref.) | Statistik för Deus Zack (Ref.) | Statistik för Deus Zack (Ref.) |
| ------------------------------ | ------------------------------ | ------------------------------ | ------------------------------ | ------------------------------ | ------------------------------ |
| Starter                        | Placeringar                    | Startprissumma                 | Segerprocent                   | Platsprocent                   | Rekord                         |
| 21                             | 5-3-3                          | 234 248 euro                   | 24 %                           | 52 %                           | 1.11,3ak,                      |

### Större segrar
| År   | Lopp                           | Kusk               | Vinstbelopp | Grupp   |
| ---- | ------------------------------ | ------------------ | ----------- | ------- |
| 2022 | Prix Paul-Viel                 | Matthieu Abrivard  | 54 000 EUR  | Grupp 2 |
| 2022 | Prix Henri Cravoisier          | Alexandre Abrivard | 40 500 EUR  | Grupp 3 |
| 2022 | Europeiskt treåringschampionat | Éric Raffin        | 45 000 EUR  | Grupp 1 |
| 2023 | Prix Guillaume le Conquérant   | Benjamin Rochard   | 36 000 EUR  | Grupp 3 |